# Liceo Benedetto Cairoli
Il Liceo ginnasio statale "Benedetto Cairoli" di Vigevano è un istituto di istruzione superiore di Vigevano, con sede in via Cairoli 27.

## Storia
Inaugurato l'8 maggio 1884, il Liceo ginnasio statale - a indirizzo classico - è la prosecuzione, secondo le forme della Legge Casati, di un'antica scuola di Grammatica, di Latino e di Greco esistente sin dal XIV secolo.
A metà del XVII secolo, la direzione della Scuola Comunale venne affidata ai Barnabiti della Chiesa di San Paolo, i quali la mantennero fino al 1772 quando, come tutte le altre scuole secondarie superiori del regno sabaudo, venne sottoposta alla direzione del Magistrato della Riforma di Torino.
Vigevano venne poi, durante il periodo napoleonico, subordinata a Novara; successivamente, la Scuola di Latino presente nell’istituto venne ripristinata. Nel 1849, il pre-esistente Collegio Saporiti divenne prima Ginnasio, e dopo, nel 1868, Regio Ginnasio. Nel 1887, dopo completamenti burocratici, venne inaugurato a Vigevano il Liceo ginnasio statale di studi classici.
Nel 1889 il Liceo venne intitolato a Benedetto Cairoli.
Al liceo classico dal 1967 venne annessa la sezione scientifica, dal 2011 quella umanistica e dal 2020 quella linguistica (spagnolo-cinese). Le prime classi di ginnasio dal 1940 si intitolarono ad Andrea de' Bussi, mantenendo per molti anni la sede nel Palazzo Saporiti, ora abitazione aristocratica.

## Struttura
La sede di palazzo Saporiti venne acquistata nel 1828 dal marchese Marcello Saporiti che intendeva farne una donazione alla comunità di Vigevano perché diventasse sede di istituzioni scolastiche. Dopo quasi trent'anni il marchese Apollinare Rocca Saporiti donò un nuovo edificio, quasi dirimpetto al precedente, sempre da utilizzare per istituzioni scolastiche.